# Liste der Stolpersteine in Uelsen
Die Liste der Stolpersteine in Uelsen enthält die Stolpersteine, die im Rahmen des gleichnamigen Kunst-Projekts von Gunter Demnig in Uelsen verlegt wurden. Mit ihnen soll an die Opfer des Nationalsozialismus erinnert werden, die in Uelsen lebten und wirkten.

## Liste der Stolpersteine
| Name                | Adresse                | Bild | Inschrift                                                                            | Verlegedatum  | Biografie und Anmerkungen |
| ------------------- | ---------------------- | --- | ------------------------------------------------------------------------------------ | ------------- | ------------------------- |
| Hermann Vos         | Am Markt 23 ·          | Bild gesucht Der Benutzer GeorgDerReisende ( Diskussion ) wünscht sich an dieser Stelle ein Bild vom Ort mit diesen Koordinaten 52.495891 6.888039 . Motiv: Am Markt 23: die Stolpersteine für die Familie Vos, die Lage und das Haus Falls du dabei helfen möchtest, erklärt die Anleitung , wie das geht. BW               | Hier wohnte Hermann Vos ...                                                          | 22. Sep. 2011 |                           |
| Johanna Johanne Vos | Am Markt 23 ·          | Bild gesucht Die Wikipedia wünscht sich an dieser Stelle ein Bild vom hier behandelten Ort. Falls du dabei helfen möchtest, erklärt die Anleitung , wie das geht. BW | Hier wohnte Johanna Johanne Vos ...                                                  | 22. Sep. 2011 |                           |
| Josef Vorsanger     | Itterbecker Straße 2 · | Bild gesucht Der Benutzer GeorgDerReisende ( Diskussion ) wünscht sich an dieser Stelle ein Bild vom Ort mit diesen Koordinaten 52.49511 6.887035 . Motiv: Itterbecker Straße 2: die Stolpersteine für die Familie Vorsanger, die Lage und das Haus Falls du dabei helfen möchtest, erklärt die Anleitung , wie das geht. BW | Hier wohnte Josef Vorsanger Jg. 1880 deportiert 1943 Richtung Osten ???              | 22. Sep. 2011 |                           |
| Amalie Vorsanger    | Itterbecker Straße 2 · | Bild gesucht Die Wikipedia wünscht sich an dieser Stelle ein Bild vom hier behandelten Ort. Falls du dabei helfen möchtest, erklärt die Anleitung , wie das geht. BW | Hier wohnte Amalie Vorsanger geb. Müller Jg. 1885 deportiert 1943 Richtung Osten ??? | 22. Sep. 2011 |                           |
| Hans Vorsanger      | Itterbecker Straße 2 · | Bild gesucht Die Wikipedia wünscht sich an dieser Stelle ein Bild vom hier behandelten Ort. Falls du dabei helfen möchtest, erklärt die Anleitung , wie das geht. BW | Hier wohnte Hans Vorsanger Jg. 1913 Schicksal unbekannt                              | 22. Sep. 2011 |                           |